# 1979 في اليابان
فيما يلي قوائم الأحداث التي وقعت خلال عام 1979 في اليابان.

## سياسة

### انتهاء فترة المنصب
- 22 أبريل – مينوبه ريوكيتشي محافظ طوكيو.

## رياضة
- 1 يناير – بطولة العالم للشباب لكرة القدم 1979

## ظهور
- 1 يناير – يونغ جمب الأسبوعية

## أفلام
من الأفلام التي صدرت هذه السنة في اليابان:
- 1 يناير – تارو الولد التنين من إخراج Kirio Urayama [الإنجليزية]‏، بيتر فرنانديز.

## برامج ومسلسلات وأنمي
- إيكوسان

## مواليد

### يناير
- 3 يناير – تاكاميتشي كوبياشي لاعب كرة قدم ياباني.
- 3 يناير – ريه تاناكا
- 7 يناير – يوكو هونا
- 18 يناير – ساشيكو كوجيما
- 23 يناير – كوزو يوكي لاعب كرة قدم ياباني.
- 26 يناير – أوري كيموتو
- 27 يناير – كيميكو كوياما
- 27 يناير – ناوشي ناكامورا لاعب كرة قدم ياباني.

### فبراير
- 2 فبراير – موتوكي كاواساكي لاعب كرة قدم ياباني.
- 3 فبراير – ميتسورو هاسيغاوا لاعب كرة قدم ياباني.
- 8 فبراير – تاكافومي وادا ملحن ياباني.
- 12 فبراير – كينجي ناغاساكي
- 14 فبراير – يويتشيرو ناغاي لاعب كرة قدم ياباني.
- 22 فبراير – ياسونوري تاكادا لاعب كرة قدم ياباني.
- 23 فبراير – هيديوكي يوجيلي لاعب كرة قدم ياباني.

### مارس
- 3 مارس – ريو كوشينو لاعب كرة قدم ياباني.
- 16 مارس – تاتسويا إيهنوموتو لاعب كرة قدم ياباني.
- 29 مارس – كويتشي كاواي لاعب كرة قدم ياباني.
- 31 مارس – ساتوشي ساتو لاعب كرة قدم ياباني.

### أبريل
- 2 أبريل – كازويا ياماشيتا لاعب كرة قدم ياباني.
- 5 أبريل – شينيا ماتسوشيتا لاعب كرة قدم ياباني.
- 5 أبريل – ميتسو أوغاساوارا لاعب كرة قدم ياباني.
- 6 أبريل – جونيا وباتا لاعب كرة قدم ياباني.
- 14 أبريل – كازويوكي ماتسودا لاعب كرة قدم ياباني.
- 15 أبريل – ماساهيرو أكيموتو لاعب كرة قدم ياباني.
- 16 أبريل – تيروكي تابتا لاعب كرة قدم ياباني.
- 17 أبريل – هيروأكي تاناكا لاعب كرة قدم ياباني.
- 19 أبريل – كيوتاكا فوروشيما مؤدّي صوت ياباني.
- 20 أبريل – ريوجي أوكوتومو لاعب كرة قدم ياباني.
- 24 أبريل – كيسوكي أوتا لاعب كرة قدم ياباني.
- 28 أبريل – شينك إيتو لاعب كرة قدم ياباني.

### مايو
- 1 مايو – تادأكي هيراكاوا لاعب كرة قدم ياباني.
- 1 مايو – كوتا مينامي لاعب كرة قدم ياباني.
- 2 مايو – هيديوكي تايزاوا لاعب كرة قدم ياباني.
- 12 مايو – تاكاشي كوندو
- 13 مايو – ماسايا كاروبي لاعب كرة قدم ياباني.
- 14 مايو – جون إيديغوشي لاعب كرة قدم ياباني.
- 14 مايو – موتوكي يويدا لاعب كرة قدم ياباني.
- 20 مايو – يوشيناري تاكاجي لاعب كرة قدم ياباني.
- 21 مايو – هيدو هاشيموتو لاعب كرة قدم ياباني.
- 22 مايو – ريوجي سويوكا لاعب كرة قدم ياباني.
- 25 مايو – هيديكي سوراتشي مانغاكا ياباني.
- 29 مايو – ريوسوكي كيجيما لاعب كرة قدم ياباني.
- 30 مايو – ريه كوغيميا

### يونيو
- 1 يونيو – تاكيشي ساإيتو لاعب كرة قدم ياباني.
- 3 يونيو – مانابو واكاباياشي لاعب كرة قدم ياباني.
- 4 يونيو – ناوهيرو تاكاهارا لاعب كرة قدم ياباني.
- 5 يونيو – هيروماسا ياماموتو لاعب كرة قدم ياباني.
- 7 يونيو – كازوكي تيشيما لاعب كرة قدم ياباني.
- 7 يونيو – كينيتشي يجو لاعب كرة قدم ياباني.
- 7 يونيو – يوسوكي يكيهتا لاعب كرة قدم ياباني.
- 10 يونيو – تاكيشي ياماغوتشي لاعب كرة قدم ياباني.
- 10 يونيو – ماكوتو كيمورا لاعب كرة قدم ياباني.
- 15 يونيو – يو توكيساكي لاعب كرة قدم ياباني.
- 18 يونيو – يوميكو كوباياشي
- 20 يونيو – تيروكي كوباياشي لاعب كرة قدم ياباني.
- 20 يونيو – ماساشي موتوياما لاعب كرة قدم ياباني.
- 23 يونيو – شيقيكي تسوجيموتوه لاعب كرة قدم ياباني.
- 28 يونيو – ريإيج ناكاجما لاعب كرة قدم ياباني.
- 28 يونيو – نوبوميتس ياماني لاعب كرة قدم ياباني.
- 29 يونيو – تومويوكي ساكاي لاعب كرة قدم ياباني.
- 29 يونيو – شيجيرو ساكوراي لاعب كرة قدم ياباني.

### يوليو
- 2 يوليو – يوجي إيشيكاوا لاعب كرة قدم ياباني.
- 4 يوليو – شيهو هيساماتسو لاعبة كرة مضرب يابانية.
- 5 يوليو – نوبوهيرو ساداتومي لاعب كرة قدم ياباني.
- 6 يوليو – كايتشي إيشيتاني لاعب كرة قدم ياباني.
- 9 يوليو – كوجي ناكاتا لاعب كرة قدم ياباني.
- 12 يوليو – تورو أرايبا لاعب كرة قدم ياباني.
- 13 يوليو – توموكي يامادا لاعب كرة قدم ياباني.
- 16 يوليو – كوهي أوسوي لاعب كرة قدم ياباني.
- 16 يوليو – يوكي تازاوا لاعب كرة قدم ياباني.
- 22 يوليو – تايكي ميكاوا لاعب كرة قدم ياباني.
- 23 يوليو – يوشيماسا فوجتا لاعب كرة قدم ياباني.
- 25 يوليو – ماساكي إينو
- 26 يوليو – يوكيهيرو أوبا لاعب كرة قدم ياباني.

### أغسطس
- 1 أغسطس – ريوهيإي نيشيواكي لاعب كرة قدم ياباني.
- 2 أغسطس – ريوجي باندو لاعب كرة قدم ياباني.
- 2 أغسطس – هيتوشي سوغاهاتا لاعب كرة قدم ياباني.
- 6 أغسطس – ميغومي أوكينا
- 7 أغسطس – سيجي كوغا لاعب كرة قدم ياباني.
- 8 أغسطس – آو تاكاهاشي مؤدّية صوت يابانية.
- 8 أغسطس – كيجي يوشيمورا لاعب كرة قدم ياباني.
- 8 أغسطس – كينجي ياماموتو لاعب كرة قدم ياباني.
- 12 أغسطس – تومويوشي أونو لاعب كرة قدم ياباني.
- 17 أغسطس – تارو هاسيغاوا لاعب كرة قدم ياباني.
- 27 أغسطس – كين فوجيتا لاعب كرة قدم ياباني.
- 27 أغسطس – ماسايوكي ياناغيساوا لاعب كرة قدم ياباني.
- 31 أغسطس – هيرويوكي إيشيدا لاعب كرة قدم ياباني.

### سبتمبر
- 6 سبتمبر – نوبوك هارا لاعب كرة قدم ياباني.
- 10 سبتمبر – ناوتو ماتسوؤو لاعب كرة قدم ياباني.
- 11 سبتمبر – كوإيتشي يوكوزكي لاعب كرة قدم ياباني.
- 12 سبتمبر – يوكي ماسدا
- 13 سبتمبر – ري كاتاياما دراجة يابانية.
- 16 سبتمبر – كيسوكي تسوبوي لاعب كرة قدم ياباني.
- 18 سبتمبر – جونيتشي إيناموتو لاعب كرة قدم ياباني.
- 18 سبتمبر – ريو سايتو لاعب كرة قدم ياباني.
- 19 سبتمبر – دايسوكي أونو لاعب كرة قدم ياباني.
- 19 سبتمبر – يوشينوري هودو لاعب كرة قدم ياباني.
- 27 سبتمبر – شينجي أونو لاعب كرة قدم ياباني.
- 30 سبتمبر – يوتا مينامي لاعب كرة قدم ياباني.

### أكتوبر
- 4 أكتوبر – تاكاهيرو كاوامورا لاعب كرة قدم ياباني.
- 5 أكتوبر – ريو نوجيما لاعب كرة قدم ياباني.
- 6 أكتوبر – دايسوكي مياغاوا لاعب كرة قدم ياباني.
- 12 أكتوبر – تومويوشي تسورومي لاعب كرة قدم ياباني.
- 16 أكتوبر – يوتاكا كانيكو لاعب كرة قدم ياباني.
- 17 أكتوبر – يوشيرو ناكامورا لاعب كرة قدم ياباني.
- 23 أكتوبر – جون ورونو لاعب كرة قدم ياباني.
- 26 أكتوبر – ساتوشي هوريوتشي لاعب كرة قدم ياباني.

### نوفمبر
- 8 نوفمبر – تاكاهيرو ماساكاوا لاعب كرة قدم ياباني.
- 9 نوفمبر – يوسوكي نوزاوا لاعب كرة قدم ياباني.
- 10 نوفمبر – تاكاشي أوتشياما ملاكم ياباني.
- 13 نوفمبر – شوجو شيمادا لاعب كرة قدم ياباني.
- 21 نوفمبر – تاكاشي أدزوما لاعب كرة قدم ياباني.
- 23 نوفمبر – هيرواكي إيواناغا
- 26 نوفمبر – تيتسويا أوإيشي لاعب كرة قدم ياباني.
- 26 نوفمبر – يوهيي تاكاياما لاعب كرة قدم ياباني.
- 29 نوفمبر – شوسي كودا

### ديسمبر
- 1 ديسمبر – شينجي موراي لاعب كرة قدم ياباني.
- 2 ديسمبر – جيرو هيراتسوكا لاعب كرة قدم ياباني.
- 7 ديسمبر – هيروكادز أوتسوبو لاعب كرة قدم ياباني.
- 8 ديسمبر – تاكايوشي تودا لاعب كرة قدم ياباني.
- 10 ديسمبر – كيكو نيموتو
- 22 ديسمبر – ناوتاكي هانيو لاعب كرة قدم ياباني.
- 25 ديسمبر – تاتسويا إيشيكاوا لاعب كرة قدم ياباني.

## وفيات

### فبراير
- 24 فبراير – يوشي شيراتوري (مواليد 1907) ياباني اشتهر بالهروب من السجن.

### أبريل
- 17 أبريل – يوكيو تسودا (مواليد 1917) لاعب كرة قدم ياباني.

### يوليو
- 8 يوليو – شينيتشيرو توموناغا (مواليد 1906) فيزيائي ياباني.

### أكتوبر
- 8 أكتوبر – كوريهارا طاميو (مواليد 1896) لاعب جودو ياباني.